# Berthold Müller-Oerlinghausen
Berthold Müller-Oerlinghausen (* 10. Februar 1893 als Berthold Müller in Oerlinghausen; † 22. Juni 1979 in Kressbronn) war ein deutscher Bildhauer.

## Leben und Werk

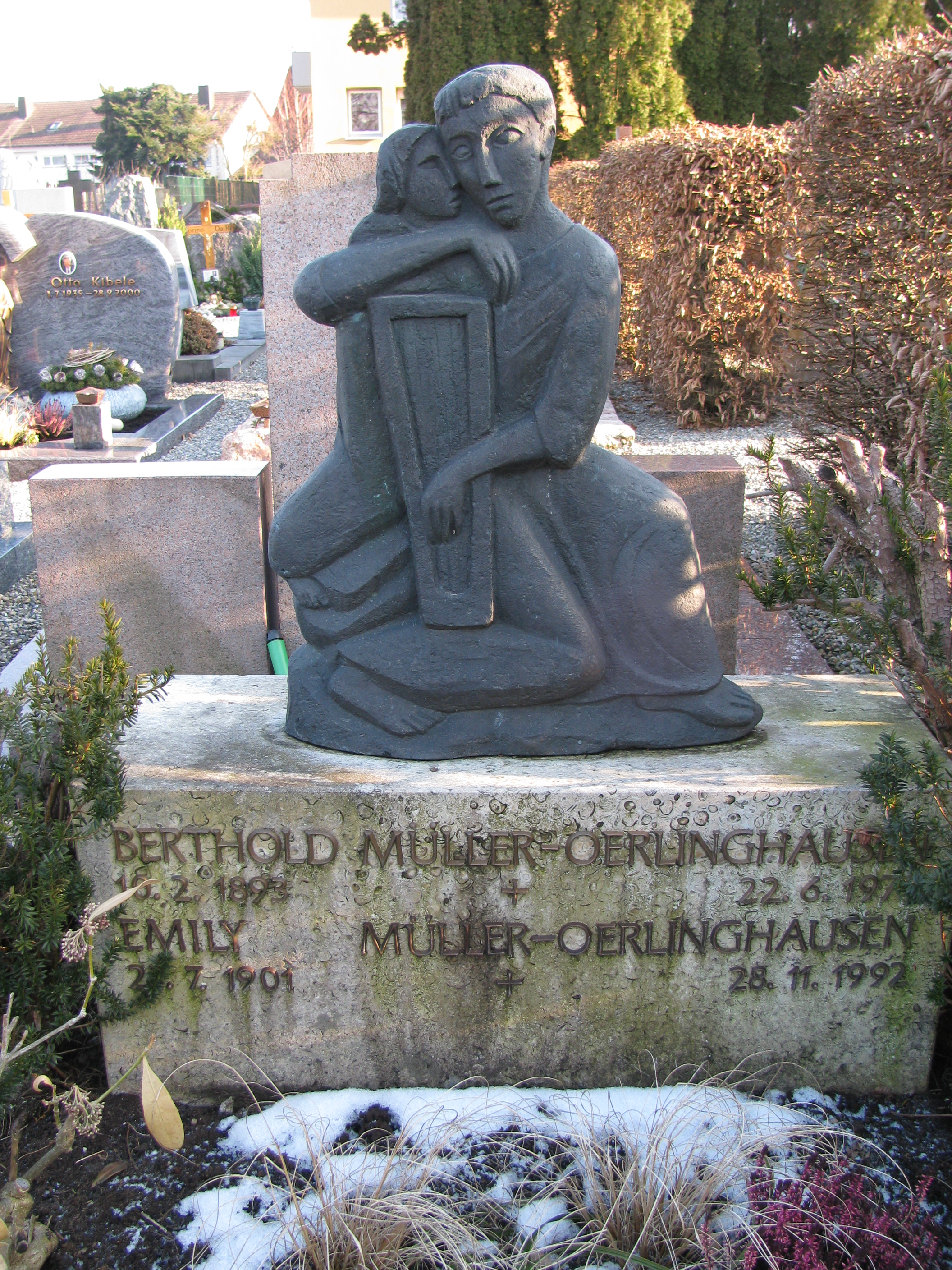
Grab von Emily und Berthold Müller-Oerlinghausen auf dem Alten Friedhof in Kressbronn

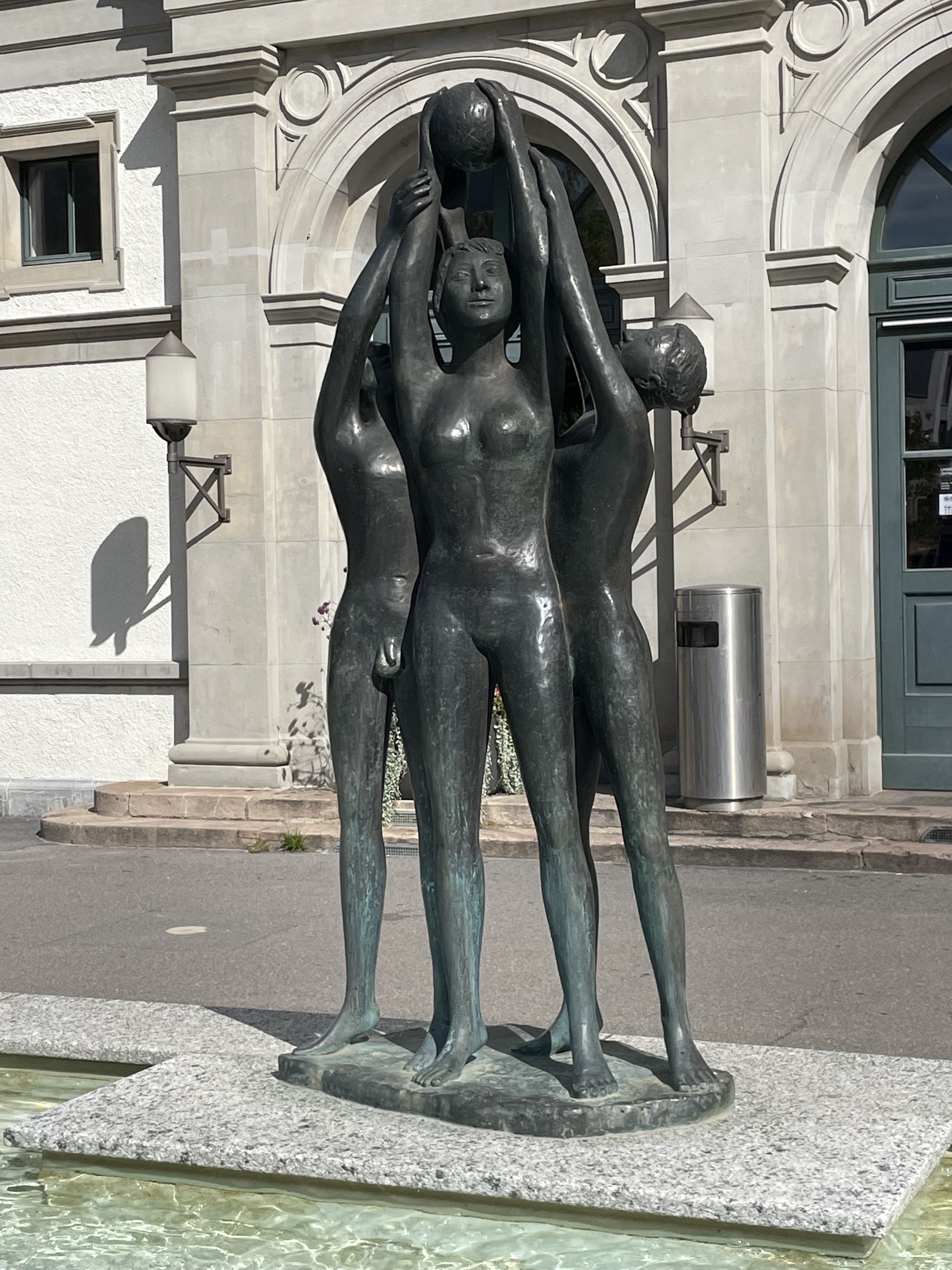
Skulpturengruppe am Brunnen vor dem Bahnhof Bad Ragaz

Berthold Müller wurde 1893 in Oerlinghausen bei Bielefeld geboren. Er begann noch während seiner Schulzeit 1910 seine künstlerische Ausbildung an der Handwerker- und Kunstgewerbeschule Bielefeld bei Hans Perathoner. 1912 machte er sein Abitur am humanistischen Gymnasium in Bielefeld. Er zog 1914 nach Berlin um, wo er an der Kunstgewerbe- und Handwerkerschule studierte. Während des Ersten Weltkriegs war er Soldat der Kavallerie in Russland, Galizien und Frankreich. 1919 konnte er sein unterbrochenes Studium in Berlin bei Hans Perathoner und Willy Jaeckel fortsetzen.
1922 trat er gemeinsam mit seiner Frau Jenny Wiegmann in der Abtei Maria Laach zur römisch-katholischen Konfession über. In den 1920er Jahren widmete er sich der religiösen Kunst, insbesondere der künstlerischen Ausstattung von Kirchen. Er nahm teil an der Ausstellung für religiöse Kunst der Galerie Ernst Arnold in Dresden sowie an der Missionsausstellung des Vatikans zum Heiligen Jahr 1925 – letzteres mit der Großplastik „Papst Gregor der Große“, die sich heute im Missionsmuseum in Sankt Ottilien befindet. 1929 nahm er an der Jahresausstellung der Berliner Secession teil, sowie 1931 an Ausstellungen der preußischen Akademie der Künste in Berlin.
1931 trennte er sich von seiner Frau Jenny. 1933 heiratete er Emily Sturm. 1933 organisierte er die katholische Abteilung der Ausstellung Modern Ecclesiastical Art der Weltausstellung in Chicago und stellte dort auch eigene Werke aus. Ab dieser Zeit verbrachte er die Sommermonate meist in Kressbronn am Bodensee. 1936 gründete er eine Mosaik-Werkstatt in Berlin. Am 7. März wurde der Sohn Bruno Müller-Oerlinghausen geboren.
1940 erfolgte die endgültige Übersiedlung nach Kressbronn. 1944 wurden sein Berliner Atelier, die Mosaik-Werkstatt sowie seine Wohnung durch Bomben zerstört. Ab 1945 wirkte er wesentlich an der Erneuerung des Kulturlebens am Bodensee mit:
- 1946: Wiederaufbau der Mosaik-Werkstatt in Kressbronn, Ausstellungen im Städtischen Museum Lindau
- 1947: Gründung der Oberschwäbischen Sezession (ab 1950 Sezession Oberschwaben-Bodensee)
- Gründung der Künstlervereinigung Stadt und Kreis Lindau e. V. (ab 1956 Gesellschaft der Kunstfreunde Lindau)
- Einzelausstellungen im Wessenberghaus in Konstanz u. a.
- 1963: Retrospektive anlässlich seines 70. Geburtstags im Städtischen Museum Lindau

1968 wurde Müller-Oerlinghausen das Verdienstkreuz 1. Klasse der Bundesrepublik Deutschland verliehen. 1979 starb er in Kressbronn. Die vorgesehene Verleihung des Professorentitels durch das Land Baden-Württemberg erlebte er nicht mehr.

## Werke (Auswahl)

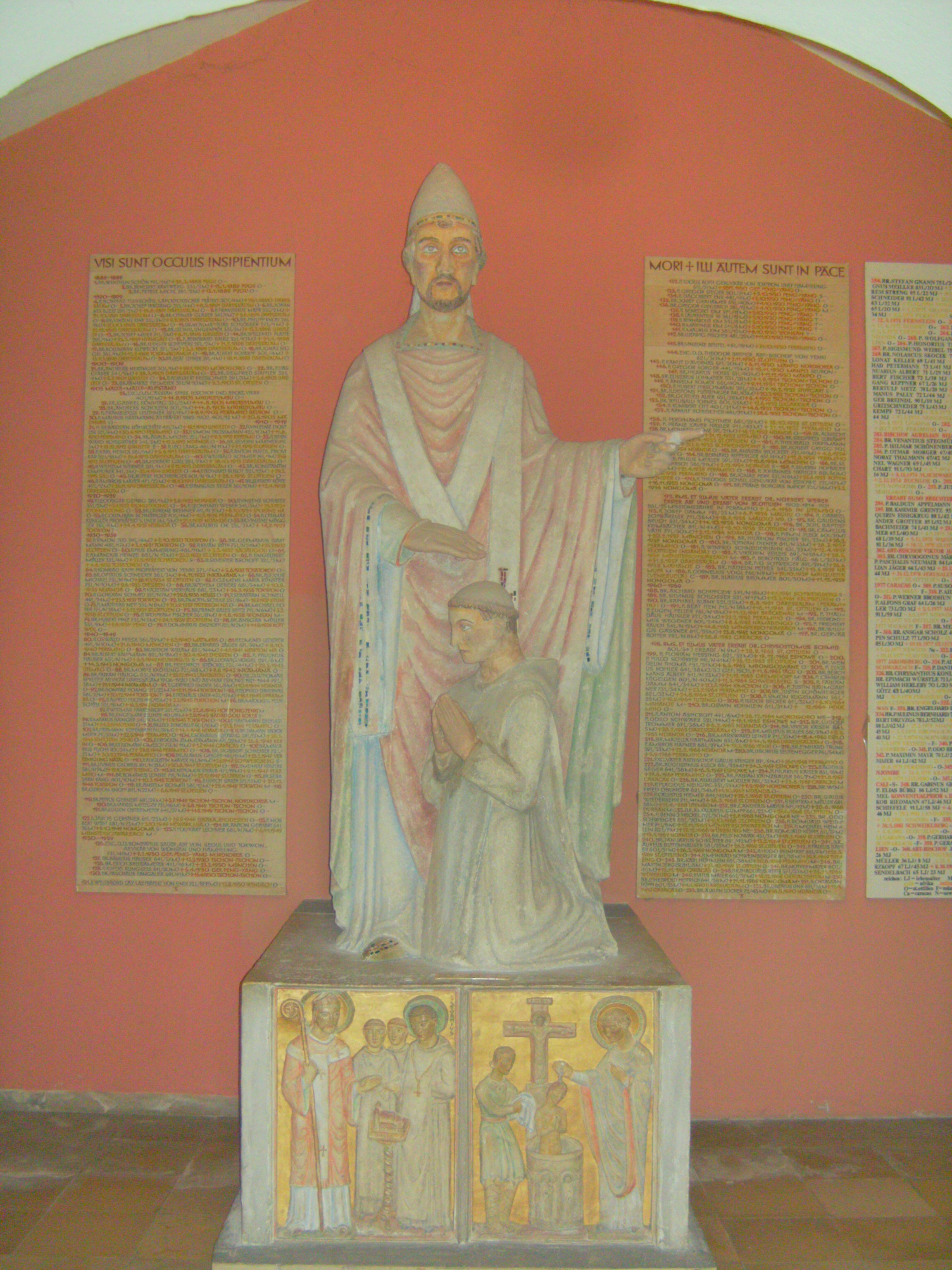
Großplastik Gregor der Große

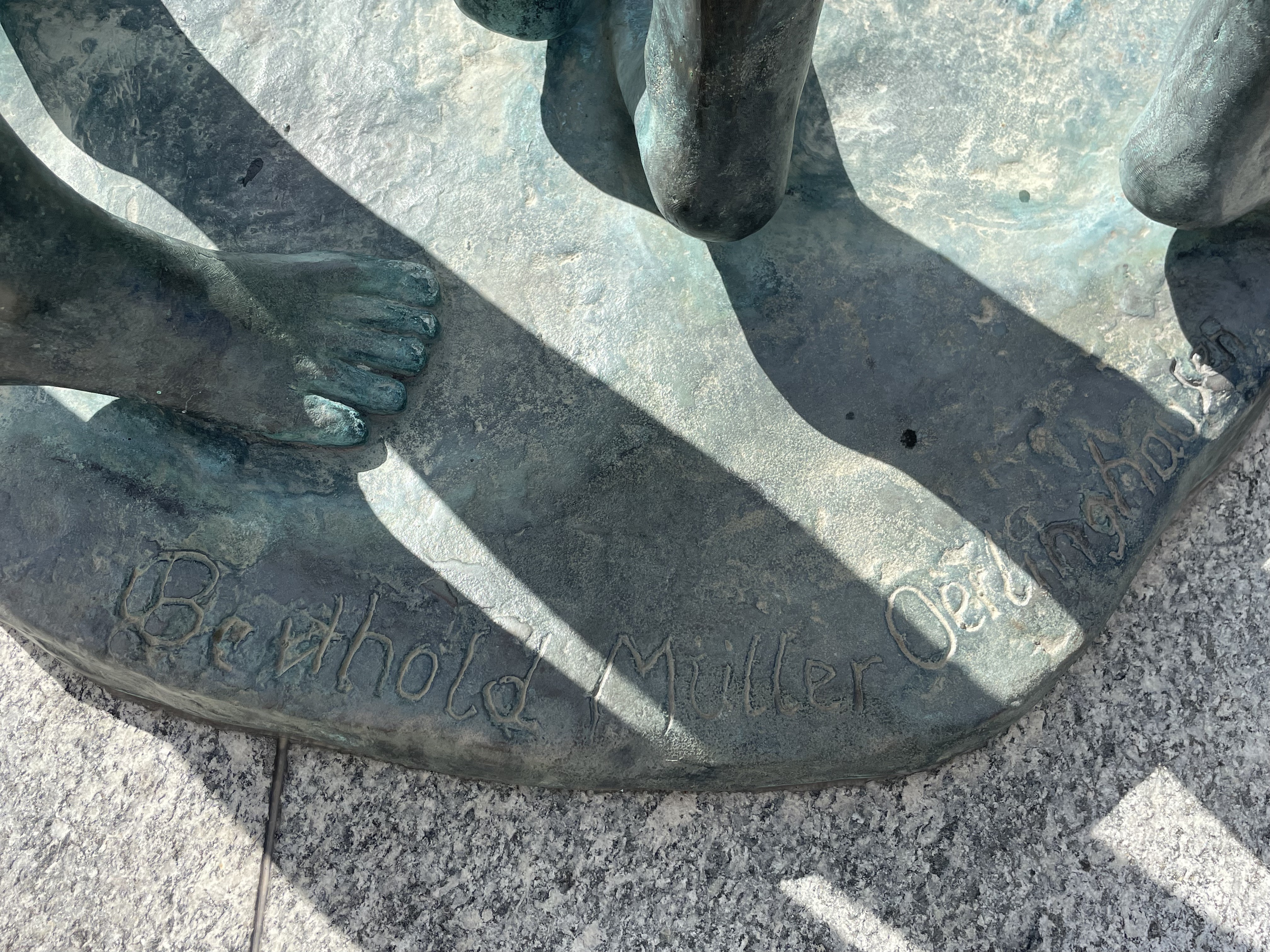
Signatur an der Skulpturengruppe am Brunnen vor dem Bahnhof Bad Ragaz

- 1924: Wandmalerei in der katholischen Antoniuskapelle in Oerlinghausen
- 1924–1925: Gregor der Große entsendet Augustinus nach England, Großplastik im Missionsmuseum der Erzabtei St. Ottilien
- 1928: Skulpturen an der Fassade der Franziskaner-Klosterkirche St. Elisabeth in Hagen
- 1928: Freundschaftsbrunnen in Hagen
- 1928: Kreuzigungsgruppe in der Christus-König-Kirche in (Leverkusen-)Küppersteg
- 1929: Kruzifix über dem Hauptaltar in der katholischen Pfarrkirche St. Antonius von Padua in Piła (Schneidemühl) (mit 7,5 m Höhe bis heute größtes Holzkruzifix Europas)[1]
- 1930: Gefallenen-Ehrenmal auf dem Tönsberg im Teutoburger Wald
- 1942: Ernst Barlach, Büste, Bronze, 46 cm × 35 cm
- 1943: Selbstbildnis, Büste, Stucco, 42 cm × 41 cm
- 1948: Christian Rohlfs, Büste, Holz, 66 cm × 22 cm
- 1952: Curth Georg Becker, Büste, Stucco, 33 cm × 18 cm
- 1955: Blinder Bildhauer trägt sein Modell, Bronze, 47 cm × 24 cm
- 1960: Werner Gilles, Büste, Stucco, 48 cm × 44 cm
- 1962: Marc Chagall, Büste, Bronze, 37 cm × 23 cm
- 1962: Albert Funk, Büste, Ton
- 1962: Pablo Picasso, Büste, Bronze, 26 cm × 19 cm
- 1962: Großrelief und Säulen in der Wandelhalle des Kurparks in Bad Salzuflen
- 1963: fünf Großreliefs aus Bronze unter dem Titel „Mensch und Musik von Pan bis Apoll“ im Foyer der Konzerthalle in Bad Salzuflen
- 1969: Otto Dix, Büste, Bronze, 28 cm × 24 cm
- 1969: Selbstbildnis, Büste, Bronze, 41 cm × 22 cm
- 1974: André Ficus, Büste, Bronze, 43 cm × 19 cm
- 1979: Selbstbildnis, Büste, Stucco, 42 cm × 19 cm

## Ausstellungen (Auswahl)
- 1921: Kunstsalon Fischer, Bielefeld
- 1935: Galerie Ferdinand Möller, Berlin[2]
- 1936: Städtisches Kunsthaus, Bielefeld
- 1946: Einzelausstellung, Städtisches Museum, Lindau
- 1948: Internationale Ausstellung christlicher Kunst der Gegenwart, Köln
- 1953: Wessenberghaus, Konstanz
- 1959: Bodensee-Museum, Friedrichshafen
- 1966: Einzelausstellung, Galerie Baukunst, Köln
- 1971: Einzelausstellung, Lippisches Landesmuseum, Detmold
- 1973: Bodensee-Museum, Friedrichshafen
- 1991: Galerie Schlichtenmaier, Grafenau
- 1999: Museum in der Lände, Kressbronn
- 2005: Galerie Bodenseekreis am Schlossplatz, Meersburg